# Cryptogonium
Cryptogonium là một chi rêu trong họ Pterobryaceae.